# Il cielo (Lucio Dalla)
Il cielo è una canzone di Lucio Dalla, incisa nel 1967, composta da Sergio Bardotti, Gian Franco Reverberi oltre allo stesso Dalla, con l'arrangiamento di Luis Enriquez Bacalov, pubblicata sul 45 giri Il cielo/1999. 
In piena epoca beat, fu presentata per la prima volta al Festival delle Rose, vincendo il premio della critica

## Significato del testo
(Il cielo)
Il significato di questo brano di Dalla è una dichiarazione d'amore rivolta ad una donna, il cielo diviene luogo di raccolta dei sogni e delle preghiere nell'attesa che lei ritorni.